# Regne de Burundi
El Regne de Burundi fou un estat que va existir a l'Àfrica entre el segle xvii i el 1966, quan es va proclamar la República de Burundi.

## Història

### Orígens del regne
Les primeres proves de l'existència d'un regne són del segle xvii a l'entorn del 1680. Sobre els seus origen només existeixen tradicions orals. El regne es va expandir durant el següent segle i va competir amb el de Ruanda. Al seu màxim poder hi va arribar sota el rei (mwami) Ntare Rugamba (1796-1850) que va doblar el territori. El rei era el cap d'una aristocracia (ganwa) que dominava la terra i cobrava tributs dels grangers locals. L'aristocràcia era majoritàriament tutsi i com a Ruanda, garantia la protecció i la tinença de la terra a canvi dels tributs. A la mort de Ntare IV vers el 1852 es van iniciar les lluites pel poder entre diferents nobles (ganwa). Mwezi IV Gisabo (1852-1908) va estar primer sota la regència de Ndivarije i cap al final va enfrontar revoltes de Macoonco (gendre del rei) i de Cyilima, (germanastre del rei), que van durar uns quants anys fins al 1905 i 1906.

### Exploracions
Les exploracions europees van començar el 1858, quan van estar al territori (14 d'abril de 1858) Richard Francis Burton i John Hanning Speke, quan buscaven les fonts del Nil; al trobar una població hostil es van allunyar l'endemà. El 24 de novembre hi van arribar el missioner David Livingstone i el periodista americà Henry Morton Stanley que es van trobar aquí i hi van acampar a 10 km al sud de Bujumbura (Usumbura).
Llavors van venir els Pares Blancs, la primera caravana dels quals va arribar el 1879; tres missioners van morir a mans dels nadius (1881). El 1884 un traficant d'esclaus de nom Mohammed Ben Khalfan, àlies Rumaliza, va entrar al país, però els seus homes foren derrotats per l'exèrcit reial. El 1885 la conferència de Berlín va reconèixer la influència alemanya a aquest territori; el 1891 va arribar una altra caravana de Pares Blancs que es va instal·lar a Uzige prop de Bujumbura, però altre cop foren atacats i massacrats.

### Protectorat alemany
Els alemanys van anar penetrant i el 1896 van establir un fortí a Kazaga, al costat d'Uzige; el 1897 van establir una estació militar a Bujumbura, llavors anomenada Usumbura. El 1898 els Pares Blancs van provar d'entrar pel nord-est i es van establir finalment a Muyaga el 1898 des d'on es van expandir. Vers el 1902 els alemanys van donar suport als caps locals rebels Macoonco i Cyilima, parents del rei. El rei Gisabo va prohibir tot contacte amb els europeus en revenja per l'ajut d'aquestos als seus rivals. El 1903, el comandant interí Von Beringe (que substituïa a Von Grawert, que estava malalt) va ordenar una expedició contra el rei per aquest boicot; l'expedició es va iniciar el 27 d'abril de 1903; amb armes modernes els alemanys van vèncer fàcilment i el rei va capitular el 6 de juny de 1903 i va haver de signar el tractat de Kiganda (una localitat del centre del país on el rei tenia una de les seves residències) pel qual Mwezi II Gisabo reconeixia la sobirania alemanya i Alemanya el reconeixia com a rei. Macoonco i Cyilima foren reconeguts com a caps independents en el tractat del 6 de juny de 1903, però tot seguit (1904) el governador de l'Àfrica Oriental Alemanya Von Goetzen (1901-1908) va ordenar restablir l'autoritat del rei Mwezi II Gisabo.
Els caps rebels es van quedar sense ajut alemany i finalment Macoonco fou derrotat (9 de maig de 1905) i va haver de fugir (1905). Cyilima, fill natural no reconegut de Ntare IV, nascut d'una dona congolesa en una expedició del rei a Kivu, també dominava un territori però privat del suport alemany va ser derrotat (abril de 1906). El 8 d'octubre de 1905 els alemanys van reconèixer a Mwezi II Gisabo com a únic rei ("sultà") de Burundi.
El 1906 el comandant militar Werner von Grawert en fou nomenat el primer resident per Ruanda i Urundi (Burundi) i el 15 de novembre de 1907 com a resident a Urundi (Burundi), continuant sempre sota autoritat del governador de l'Àfrica Oriental Alemanya a Dar es Salaam. El resident va ordenar al rei Mwezi II Gisabo d'anar a Bujumbura a la vora del llac Tanganyika; la tradició deia que el rei no podia veure el llac Tanganyika, i si ho feia moria; el rei no obstant va obeir l'orde i va morir l'endemà de retornar a Buhonga prop de Bujumbura (21 d'agost de 1908) i encara que va morir de malària el poble va quedar convençut de la realitat de la llegenda; la seva esposa preferida, la reina Ririkumutima, li va donar 6 filles i 3 filles incloent l'hereu Mbikije; altres fills eren Karabona (que fou membre de la regència el 1915 fins al 1921), Bishinga, Inabiyengero, Louis Nduwumwe (també regent el 1915) i un més. Va pujar al tron Mutaga IV Mbikije (1908-1915) que va regnar fins a la seva mort el 30 de novembre de 1915. El 15 d'agost de 1912 els alemanys van traslladar la capital de Bujumbura a Gitega, al centre del país, on residia el rei, per evitar el conflicte del llac. Durant els setze anys de residència alemanya hi va haver deu residents (un d'ells va exercir tres vegades).
Mutaga IV Mbikije va morir en una baralla amb el seu germà Bangura al que va sorprendre fent la cort a Ngezahayo, una de les seves dues dones (de cadascuna tenia un fill, Bangiricenge i Katamtari o Kamatari). Li va succeir el menor (3 anys) Mwambutsa IV Bangiricenge, amb un consell de regència fins al 28 d'agost de 1929. Bangiricenge fou coronat el 16 de desembre de 1915 i el 1917 va adoptar el nom de regnat de Mwambutsa IV.

### Conquesta belga i aliada
El belgues i aliats, sota el comandament del general Tombeur, van entrar a Burundi el juliol de 1916 procedents de Nyanza a Ruanda, i van ocupar Gitega; una altra columna va entrar a Bujumbura. Les dues columnes van convergir a Tabora el 20 de setembre de 1916. Tombeur fou administrador i governador militar fins al novembre i de fet fins a la presa de possessió del primer comissari reial belga, general Malfeyt, el 31 de gener de 1917 el qual havia estat nomenat tres mesos abans. Al regne de Burundi es va nomenar un resident el mateix 1916.

### Mandat belga
Alguns intents de revolta locals produïts en contra del rei Mwambutsa IV a partir del 1916 foren sufocats pels belgues. La regència va haver de signar (1918) un document legitimant l'ocupació belga (que fou signat pels regents Nduwumwe, Ntarugera i Karabona). A les converses preliminars del tractat de Versalles ja es va decidir que l'Àfrica Oriental Alemanya seria un mandat "B" (gestió de tipus colonial) i es dividiria en dos parts: una sota mandat belga i una altra sota mandat britànic. El 18 de maig de 1919 el belgues van cedir a la Gran Bretanya la comarca brurundesa de Bugufi (al nord-est) a l'efecte de construir una via fèrria anomenada El Cap-El Caire (que mai es va fer). El tractat de Versalles es va signar el 30 de juny de 1919 i el 22 de juliol de 1922 la Societat de Nacions va confiar oficialment el mandat de Ruanda i Burundi a Bèlgica (conegut com a Ruanda-Urundi) formalment acceptat pel parlament belga el 20 d'octubre de 1924 quan va obtenir l'aprovació dels Estats Units. El territori ocupat per Bèlgica incloïa els districtes d'Ussui i Ujiji als quals el regne europeu va renunciar el 21 de març de 1921 a favor de la Gran Bretanya.
Els belgues van acceptar el sistema d'administració indirecta a través de la monarquia, heretat dels alemanys, amb el rei (mwami), la noblesa aristocràtica (baganwa) i els caps secundaris (batware), amb una alta estructura administrativa belga pel damunt. El 21 d'agost de 1925 el mandat de Ruanda-Urundi fou posat administrativament sota dependència de la colònia del Congo Belga (però amb pressupostos separats), i es va establir la figura dels governadors de Ruanda-Urundi (dels quals depenien els residents que dirigien al seu torn als administradors territorials) que eren al mateix temps vicegovernadors del Congo Belga-Ruanda-Urundi.
El 1927 es va decidir la construcció d'una nova capital en un lloc alt i sa, que es diria Astrida en honor de la duquessa del Brabant, esposa de l'hereu de la corona belga, però el projecte mai es va portar a terme. El 1928 va esclatar una revolta sectària i antiblanca que es va estendre per la zona fronterera però fou dominada per forces britàniques i belgues.
El 1929 una llei va dividir Urundi en 18 territoris o administracions territorials, cadascun format per diverses comarques regides per caps tradicionals (hi havia un total de 133 caps tradicional alguns amb jurisdicció sobre territoris enclavats en els territoris d'altres caps tradicionals). Les autoritats tradicionals havien d'assistir a les colonials en recaptació d'impostos, cens de la població i propietats, i mobilitzacions per treballs forçats d'utilitat col·lectiva. Molts caps considerats indignes o incompetents foren apartats del poder i sovint ho foren més per causes subjectives (haver estudiat en una escola europea al país, ser de l'ètnia batutsi considerada apte per manar a diferència dels bahutus...) que objectives i van afavorir la pèrdua del poder del qual disposaven els hutus, que ja era inferior als tutsis que tenien la reialesa.
Quan la reforma administrativa es va acabar el 1945 els 133 caps tradicionals del 1929 foren reduïts a 35, entre els quals els hutus havien desaparegut. El 1933 els caps s'havien reduït a 46 (44 el 1937). Dels 27 caps bahutu que hi havia el 1929 en quedaven 3 el 1933 i 1 el 1937 i cap al 1945; els baututsis eren 30 el 1929, 7 el 1933, 8 el 1937, i 10 el 1945. L'aristocràcia baganwa, també tutsi aportava 76 caps el 1929, 36 el 1933, 35 el 1937, i 25 el 1945. Aquesta estructura va subsistir fins poc abans de la independència.
El rei va casar el 1932 amb la reina Thérèse Kanyonga i se'n va divorciar més tard per casar-se amb la reina Baramparaye el 1946. Aquest any 1946 l'ONU va ratificar el mandat del país a Bèlgica.

### Cap a la independència
A partir del 1958 el príncep Louis Rwagasore, germanastre gran del príncep hereu (del primer matrimoni del rei), va començar a realitzar activitats nacionalistes i el setembre del 1958 va formar el partit UPRONA (Unió pel Progrés Nacional) junt amb Paul Mirerekano i Thaddée Siryuyumusi, tots propers de Patrice Lumumba del Congo; el partit fou autoritzat pels belgues el 7 de gener de 1960 i el príncep va poder entrar al país. El seu pare li volia confiar un dels territoris dels caps tradicionals (Butanyerera) però la va refusar per dedicar-se la causa nacionalista; el pare però es va declarar per damunt dels partits. Del 14 al 20 de març de 1960 el UPRONA va fer un congrés on es va demanar la independència de Burundi i va demanar al poble no pagar les taxes, boicotejar els magatzems colonials i en general la desobediència civil.
Els caps tradicionals foren suprimits per llei el 22 de setembre de 1960 i es van establir les províncies. El 27 d'octubre Rwagasore fou arrestat pels belgues i posat en residència vigilada i a mitjan novembre es van fer unes eleccions locals guanyades pel Partit Demòcrata Cristià (PDC) patrocinat pels belgues. El 9 de desembre fou alliberat. Els partits guanyadors de les eleccions van formar el primer govern autònom el 26 de gener de 1961 dirigit per l'hutu Joseph Cimpaye de la coalició Unió de Partits Populars formada després de les eleccions i liderada pel PDC.
El 18 de setembre de 1961 es van fer les eleccions legislatives supervisades per l'ONU i l'UPRONA va obtenir una àmplia victòria (80%) contra el Front Comú (dins del qual el PDC i el Partit del Poble o PP) que va obtenir només el 20% (58 de 64 escons). El 28 de setembre Thaddée Siryuyumusi fou elegit president de l'Assemblea Legislativa, i Rwagasore va ser encarregat de formar govern sent investit el 29 de setembre de 1961 amb Pierre Ngendamdumwe com a viceprimer ministre en un govern amb 15 carteres de les quals la de defensa romania en mans dels belgues.
El 13 d'octubre de 1961 Rwagasore fou assassinat per un grec, Kageorgis, sicari dels líders del PDC entre els quals el príncep Baranyanka. Va formar govern el tutsi André Muhirba de la UPRONA (20 d'octubre). El 2 d'abril de 1962 els assassins de Rwagasore foren condemnats i Kageorgis afusellat el 30 de juny. L'1 de juliol de 1962 es va proclamar la independència.

### Independència i proclamació de la república
La constitució del 16 d'octubre de 1962 va establir la monarquia parlamentària. Set primers ministres hi va haver al regne des de la independència el 1962 fins al 1966 (i un va exercir dues vegades). El 19 d'octubre de 1965 un intent de cop d'estat organitzat per oficials hutus va intentar enderrocar al govern i proclamar la república. Algun polítics hutus foren executats. El rei va fugir del país. El seu fill, el príncep Charles Ndizeye, nascut el 1947 del segon matrimoni del rei, fou proclamat oficialment regent el 8 de juliol de 1966. L'1 de setembre de 1966 es va proclamar rei amb el nom de Mwami Ntare V.
El 28 de novembre de 1966 Ntare V fou enderrocat pel seu primer ministre capità Michael Micombero, un tutsi, i va sortir del país. Es va proclamar la república i es va establir el sistema de partit únic (el UPRONA).

## Llista de reis
- Ntare I Kivimira Savuyimba Semunganzashamba Rushatsi Cambarantama 	vers 1680 -1709
- Mwezi I Ndayishinguje 	vers 1709-1739
- Mwezi Mutaga I Senyamwiza Mutamo vers 1739-1767
- Mwezi Mwambutsa I Mbariza Syarushambo Butama cvers 1767-1796
- Mwezi Ntare III Rutaganzwa Rugamba vers 1796-1850
- Mwezi Ntare IV Rugamba vers 1850-1852
- Mwami Mwezi II Gisabo Bikata-Bijogu 1852-1908
- Mutaga IV Mbikije 1908-1915
- Mwambutsa IV Bangiricenge 1915-1966
- Mwami Ntare V 1966

## Primers ministres (càrrec creat el 1961)
- 26 de gener 1961 - 28 setembre 1961 Joseph Cimpaye (Hutu)
- 28 de setembre 1961 - 13 d'octubre 1961 príncep Louis Rwagasore (Tutsi)
- 20 d'octubre 1961 - 10 de juny 1963 André Muhirwa (Tutsi)
- 18 de juny 1963 - 6 d'abril 1964 Pierre Ngendandumwe (Hutu)
- 6 d'abril 1964 - 7 de gener 1965 Albin Nyamoya (1st time)(Hutu)
- 7 de gener 1965 - 15 de gener 1965 Pierre Ngendandumwe (Hutu)
- 15 de gener 1965 - 26 de gener 1965 Pié Masumbuko (acting)
- 26 de gener 1965 - 30 de setembre 1965 Joseph Bamina (Hutu)
- 13 d'octubre 1965 - 8 de juliol 1966 Léopold Biha (Tutsi)
- 11 de juliol 1966 - 28 de novembre 1966 Michel Micombero (Tutsi)

## Autoritats colonials

### Comandants alemanys de l'estació de Kajaga
- Ullman 1896
- Müller 1896-1897

### Comandants alemanys de l'estació d'Usumbura (Bujumbura)
- Konstantin Cramer 1897 - 1898
- Werner von Grawert 1898 - 1902
- Robert von Beringe 1902 - 1904
- Werner von Grawert 1904 - 1907 (segona vegada), el 1906-1907 resident a Ruanda i Urundi

### Residents alemanys
- Werner von Grawert 1907 - 1908
- Heinrich Fonck (interí) 1908 - 1909
- Eberhard Gudowius 1909
- Erich von Langenn-Steinkeller 1909
- Otto Brentzel 1909 - 1910
- Wilhelm Göring 1910 - 1911
- Kurt von Stegmann und Stein 1911 - 1912
- Erich von Langenn-Steinkeller 1911 - 1913 (segona vegada)
- Von Boch 1913 - 1914
- Schimmer 1914 - 1915
- Wentzel 1915
- Erich von Langenn-Steinkeller 1915 - 1916 (tercera vegada)

### Residents belgues
- Edouard van den Eede 1916 - 1918 (resident militar)
- Pierre Marie Joseph Ryckmans 1919 - 1928
- Oscar Defawe (interí) 1928 - 12 May 1929
- Charles, Baró de l'Epine (interí) gener a desembre del 1930
- Léon Borgers 1930 - 1933
- Oger Coubeau 1933 - 1935
- Hambart 1935 - 1937
- René Verstappen (interí) 1938 - 1940
- George Victor Sandrart 1941 - 1944
- Robert Schmidt 1944 - 1953
- Siroux 1953-1956
- Robert Scheyven 1956 - 1959
- Ivan Reisdorff 1959 - 1961
- Roberto Régnier 1961 - 1962

### Alts representants belgues
- Roberto Régnier 1962
- Edouard Henniquiau 1962